# Вилхелм V фон Юлих
Вилхелм V фон Юлих (на френски: Guillaume de Juliers; на нидерландски: Willem V van Gulik, * ок. 1240, † 16 март 1278) e граф на Юлих през 1278 г.

## Произход
Той е големият син на граф Вилхелм IV (1210 – 1278) и съпругата му Маргарета († пр. 1251), дъщеря на Герхард IV граф на Гелдерн († 1229). Вилхелм V е убит заедно с баща му на 16 март 1278 г. от бунтуващи в Аахен.

## Фамилия
Вилхелм V e женен от 1266 г. за Мария дьо Дампиер (1253 – 1297), дъщеря на Гвидо I Дампиер, граф на Фландрия. Двамата имат един син:
- Вилхелм фон Юлих Млади († 18 август 1304), архидякон в Лиеж и генерал

Вдовицата му се омъжва през 1281/1285 г. за Симон II († 1305), сеньор дьо Шато-Вилен